# Cofidis (mannenwielerploeg)/2025
Deze pagina geeft een overzicht van de UCI World Tour wielerploeg Cofidis in 2025.

## Algemeen
UCI-code: COF
Sponsor: Cofidis
Algemeen manager: Cedric Vasseur
Teammanager: Bingen Fernández
Ploegleiders: Yvonnick Bolgiani, Roberto Damiani, Jimmy Engoulvent, Benjamin Giraud, Gorka Gerrikagoitia, Jean Luc Jonrond, Thierry Marichal
Fietsmerk: LOOK
Kleding: Mobel

## Renners
| Naam                  | Geboortedatum | Nationaliteit       | Ploeg 2024                      |
| --------------------- | ------------- | ------------------- | ------------------------------- |
| Piet Allegaert        | 20-01-1995    | België              |                                 |
| Stanisław Aniołkowski | 20-01-1997    | Polen               |                                 |
| Alex Aranburu         | 19-09-1995    | Spanje              | Movistar Team                   |
| Emanuel Buchmann      | 18-11-1992    | Duitsland           | Red Bull-BORA-hansgrohe         |
| Simon Carr            | 29-08-1998    | Verenigd Koninkrijk | EF Education-EasyPost           |
| Bryan Coquard         | 25-04-1992    | Frankrijk           |                                 |
| Aimé De Gendt         | 17-06-1994    | België              |                                 |
| Nicolas Debeaumarché  | 24-02-1998    | Frankrijk           |                                 |
| Valentin Ferron       | 8-02-1998     | Frankrijk           | TotalEnergies                   |
| Eddy Finé*            | 20-11-1997    | Frankrijk           |                                 |
| Milan Fretin          | 19-03-2001    | België              |                                 |
| Jesús Herrada         | 26-07-1990    | Spanje              |                                 |
| Jon Izagirre          | 04-02-1989    | Spanje              |                                 |
| Clément Izquierdo     | 16-02-2002    | Frankrijk           | AVC Aix-en-Provence             |
| Oliver Knight         | 25-01-2001    | Verenigd Koninkrijk |                                 |
| Jonathan Lastra       | 03-06-1993    | Spanje              |                                 |
| Jan Maas              | 19-02-1996    | Nederland           | Team Jayco AlUla                |
| Nolann Mahoudo        | 17-11-2002    | Frankrijk           |                                 |
| Sam Maisonobe         | 8-09-2003     | Frankrijk           | Vendée U                        |
| Sylvain Moniquet      | 14-01-1998    | België              | Lotto Dstny                     |
| Stefano Oldani        | 10-01-1998    | Italië              |                                 |
| Paul Ourselin         | 13-04-1994    | Frankrijk           | TotalEnergies                   |
| Anthony Perez         | 22-04-1991    | Frankrijk           |                                 |
| Alexis Renard         | 01-06-1999    | Frankrijk           |                                 |
| Ludovic Robeet        | 22-05-1994    | België              |                                 |
| Sergio Samitier       | 31-08-1995    | Spanje              | Movistar Team                   |
| Dylan Teuns           | 1-03-1992     | België              | Israel-Premier Tech             |
| Benjamin Thomas       | 12-09-1995    | Frankrijk           |                                 |
| Hugo Toumire          | 05-10-2001    | Frankrijk           |                                 |
| Damien Touzé          | 7-07-1996     | Frankrijk           | Decathlon AG2R La Mondiale Team |

* tot 27 juni

### Stagiairs
Per 1 augustus 2025
| Naam         | Geboortedatum | Nationaliteit | Vorige ploeg          |
| ------------ | ------------- | ------------- | --------------------- |
| Tommaso Dati | 13-07-2002    | Italië        | Biesse-Carrera-Premac |
| Léandre Huck | 30-07-2000    | Frankrijk     | Veloce Club Rouen 76  |
| Jamie Meehan | 6-09-2003     | Ierland       | AVC Aix Provence Dole |

### Vertrokken
| Renner           | Geboortedatum | Nationaliteit       | Ploeg 2024                        |
| ---------------- | ------------- | ------------------- | --------------------------------- |
| Thomas Champion  | 08-09-1999    | Frankrijk           | St Michel-Preference Home-Auber93 |
| Kenny Elissonde  | 22-07-1991    | Frankrijk           | ?                                 |
| Rubén Fernández  | 01-03-1991    | Spanje              | Sabgal / Anicolor                 |
| Simon Geschke    | 13-03-1986    | Duitsland           | Gestopt                           |
| Alexis Gougeard  | 05-03-1993    | Frankrijk           | Gestopt                           |
| Ben Hermans      | 08-06-1986    | België              | Gestopt                           |
| Gorka Izagirre   | 07-10-1987    | Spanje              | Gestopt                           |
| Axel Mariault    | 07-06-1998    | Frankrijk           | CIC U Nantes Atlantique           |
| Guillaume Martin | 09-06-1993    | Frankrijk           | Groupama-FDJ                      |
| Christophe Noppe | 29-11-1994    | België              | ?                                 |
| Harrison Wood    | 14-06-2000    | Verenigd Koninkrijk | Sabgal / Anicolor                 |
| Axel Zingle      | 18-12-1998    | Frankrijk           | Team Visma-Lease a Bike           |

## Overwinningen
| Tour Down Under 4e etappe: Bryan Coquard GP La Marseillaise Valentin Ferron Ster van Bessèges Jongerenklassement: Clément Izquierdo Clásica de Almería Milan Fretin Ronde van de Algarve 4e etappe: Milan Fretin | Ronde van het Baskenland 3e etappe: Alex Aranburu Région Pays de la Loire Tour Ploegenklassement: *1) Vierdaagse van Duinkerke Ploegenklassement: *2) Ronde van Limburg Milan Fretin Ronde van Wallonië 2e etappe: Oliver Knight 5e etappe: Clément Izquierdo |  |

*1) Ploeg Région Pays de la Loire Tour: Coquard, Ferron, Knight, Maisonobe, Ourselin, Thomas
*2) Ploeg Vierdaagse van Duinkerke: Coquard, De Gendt, Maisonobe, Renard, Robeet, Touzé, Thomas
Mannen: 1997 · 1998 · 1999 · 2000 · 2001 · 2002 · 2003 · 2004 · 2005 · 2006 · 2007 · 2008 · 2009 · 2010 · 2011 · 2012 · 2013 · 2014 · 2015 · 2016 · 2017 · 2018 · 2019 · 2020 · 2021 · 2022 · 2023 · 2024 · 2025
Vrouwen:2022 · 2023 · 2024 · 2025
Alpecin-Deceuninck · Arkéa-B&B Hotels · Bahrain Victorious · Cofidis · Decathlon AG2R La Mondiale Team · EF Education-EasyPost · Groupama-FDJ · INEOS Grenadiers · Intermarché-Wanty · Lidl-Trek · Movistar Team · Red Bull-BORA-hansgrohe · Soudal Quick-Step · Jayco AlUla · Team Picnic PostNL · UAE Team Emirates-XRG · Visma-Lease a Bike · XDS Astana Team